# アジアリーグアイスホッケー2003-2004
アジアリーグアイスホッケー2003-2004シーズンは、2003年11月15日から2004年1月18日にかけて開催された。優勝は日本製紙クレインズ。

## 概要
アジアリーグアイスホッケー創設初シーズンである。
この年度のみ日本は日本アイスホッケーリーグとの並行開催（実際は日本リーグ前期と後期の間に開催された）という形を取った。
まだ日本リーグが開催されていたことから、日本の各チームからは日本リーグより格下の位置付けがなされており、主力選手が温存され、日本リーグの出場機会に恵まれない中堅選手の出場が多かった。

## 参加チーム
| チーム             | 本拠地         |
| ------------------ | -------------- |
| 日本製紙クレインズ | 北海道釧路市   |
| 王子製紙           | 北海道苫小牧市 |
| コクド             | 東京都西東京市 |
| 日光アイスバックス | 栃木県日光市   |
| ハルラウィニア     | ソウル特別市   |

## 試合方式
- 原則としてホーム・アンド・アウェー2回ずつの4回戦総当り方式でリーグ戦を実施。
- 順位の決め方
  - 規定の60分で勝った場合に勝ち点2点、同点の場合は第3ピリオド終了後すぐにVゴール（サドンビクトリー）延長方式を5分間行い、そこで勝ったチームには2点。Vゴール負けのチーム、並びに引分けの場合は双方にそれぞれ1点を与える。その際、フィールドプレーヤーは4人:4人になる。
  - 順位は勝ち点の多い順番に決定。なお同勝ち点の場合は勝ち星の多いチーム→当該チーム間の対戦勝ち点→同対戦勝敗成績→同得失点差→同総得点→全試合に於ける得失点差→同総得点→抽選で順位を決定。

## 結果
|    | Club               | GP | W  | OTW | T | OTL | L  | Goals | Pts |
| -- | ------------------ | -- | -- | --- | - | --- | -- | ----- | --- |
| 1. | 日本製紙クレインズ | 16 | 13 | 0   | 0 | 0   | 3  | 80:49 | 39  |
| 2. | コクド             | 16 | 12 | 0   | 0 | 1   | 3  | 78:36 | 37  |
| 3. | ハルラウィニア     | 16 | 5  | 1   | 0 | 0   | 10 | 45:86 | 17  |
| 4. | 王子製紙           | 16 | 5  | 0   | 2 | 0   | 9  | 55:58 | 17  |
| 5. | 日光アイスバックス | 16 | 2  | 0   | 2 | 0   | 12 | 38:67 | 8   |

- GP:試合数、W:60分勝利、OTW:延長戦勝利、T:引き分け、OTL:延長戦負け、L:60分負け、Goals:総得点と総失点、Pts:勝点

## 表彰

### チームベストプレイヤー
| チーム             | 受賞者             |
| 日本製紙クレインズ | 竹内元章           |
| コクド             | 宮内史隆           |
| ハルラウィニア     | ソン・ドンファン   |
| 王子製紙           | グレック・パークス |
| 日光アイスバックス | 橋本三千雄         |

### 優秀選手
| 部門                 | 受賞者               | チーム             |
| 最優秀選手           | 桑原ライアン春男     | 日本製紙クレインズ |
| ベストゴールキーパー | 二瓶次郎             | 日本製紙クレインズ |
| ベストディフェンス   | 宮内史隆             | コクド             |
| ベストフォワード     | ジョエル・パーピック | コクド             |

### 個人タイトル
| 部門         | 受賞者               | チーム             | 成績       |
| 最多得点     | 桑原ライアン春男     | 日本製紙クレインズ | 15得点     |
| 最多アシスト | ジョエル・パーピック | コクド             | 24アシスト |
| 最多ポイント | ジョエル・パーピック | コクド             | 32ポイント |